# روني باتلر
روني باتلر (بالإنجليزية: Ronald Butler)‏ هو مغني باهاماسي، ولد في 17 أغسطس 1937، وتوفي في 19 نوفمبر 2017.

## وصلات خارجية
- روني باتلر على موقع ميوزك برينز (الإنجليزية)
- روني باتلر على موقع ديسكوغز (الإنجليزية)